# Borstadels
Borstadels ist ein Weiler sowie Ortsteil der kreisfreien Stadt Kempten (Allgäu).
1451 wurde die Ortschaft als stiftkemptisches Lehen mit dem Namen zem Borstadels erwähnt. Der Ort wurde 1818 der Ruralgemeinde Sankt Lorenz angeschlossen und unterlag der Pfarrei Heiligkreuz. Am 1. Juli 1972 wurde Sankt Lorenz in die Stadt Kempten eingemeindet.